# Haramiya
Haramiya – wymarły rodzaj wieloguzkowca z mezozoiku.
Odnaleziono jedynie zęby tego stworzenia. Dzięki nim wielkość zwierzęcia szacuje się na około 12 cm. Haramiya przypominała prawdopodobnie dzisiejsze karczowniki. Spożywała najpewniej liście olbrzymkowców, posiadała bowiem szerokie zęby policzkowe nadające się do miażdżenia pokarmu roślinnego.